# Gyros

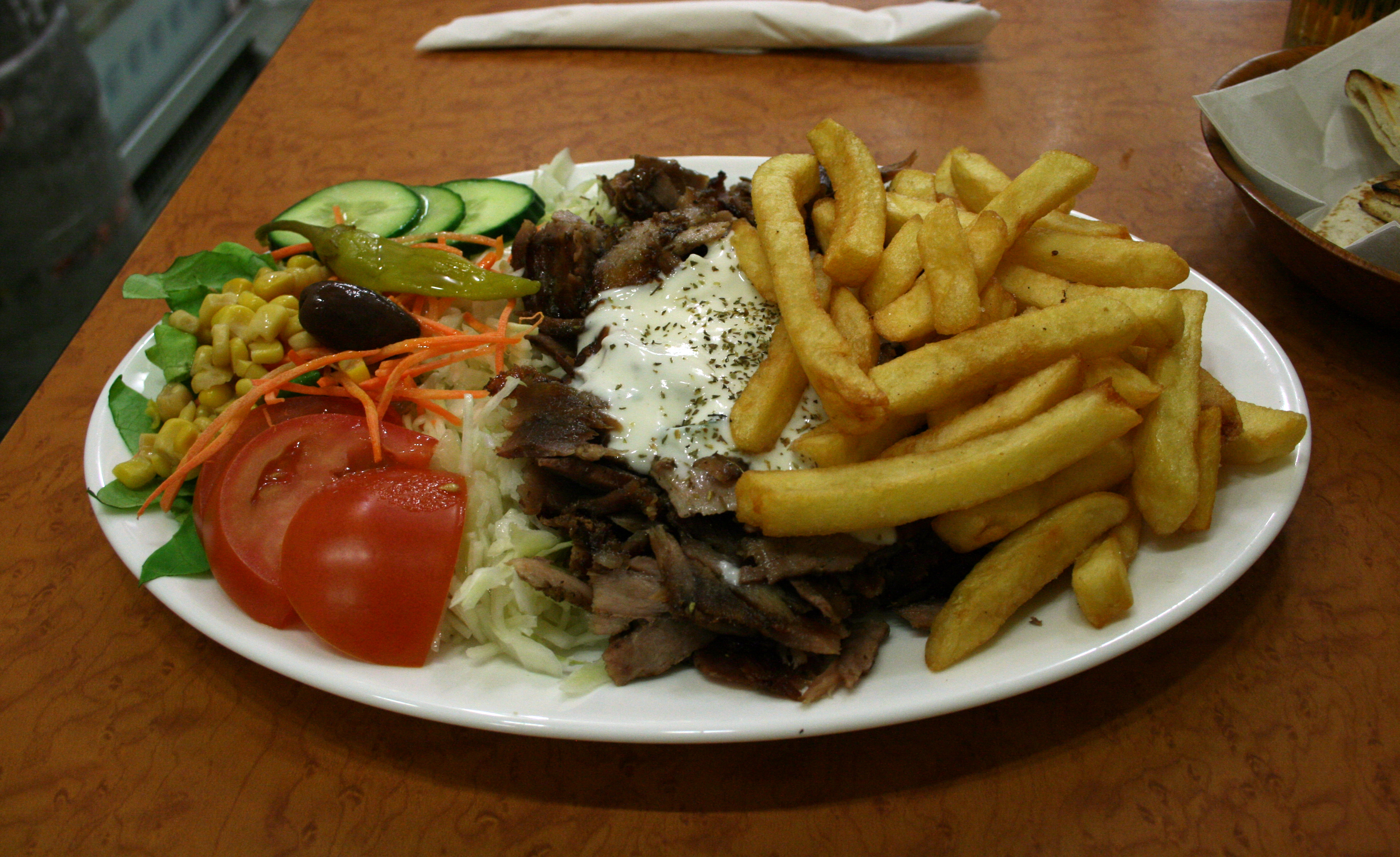
Restauracyjna porcja potrawy gyros, z frytkami i warzywami

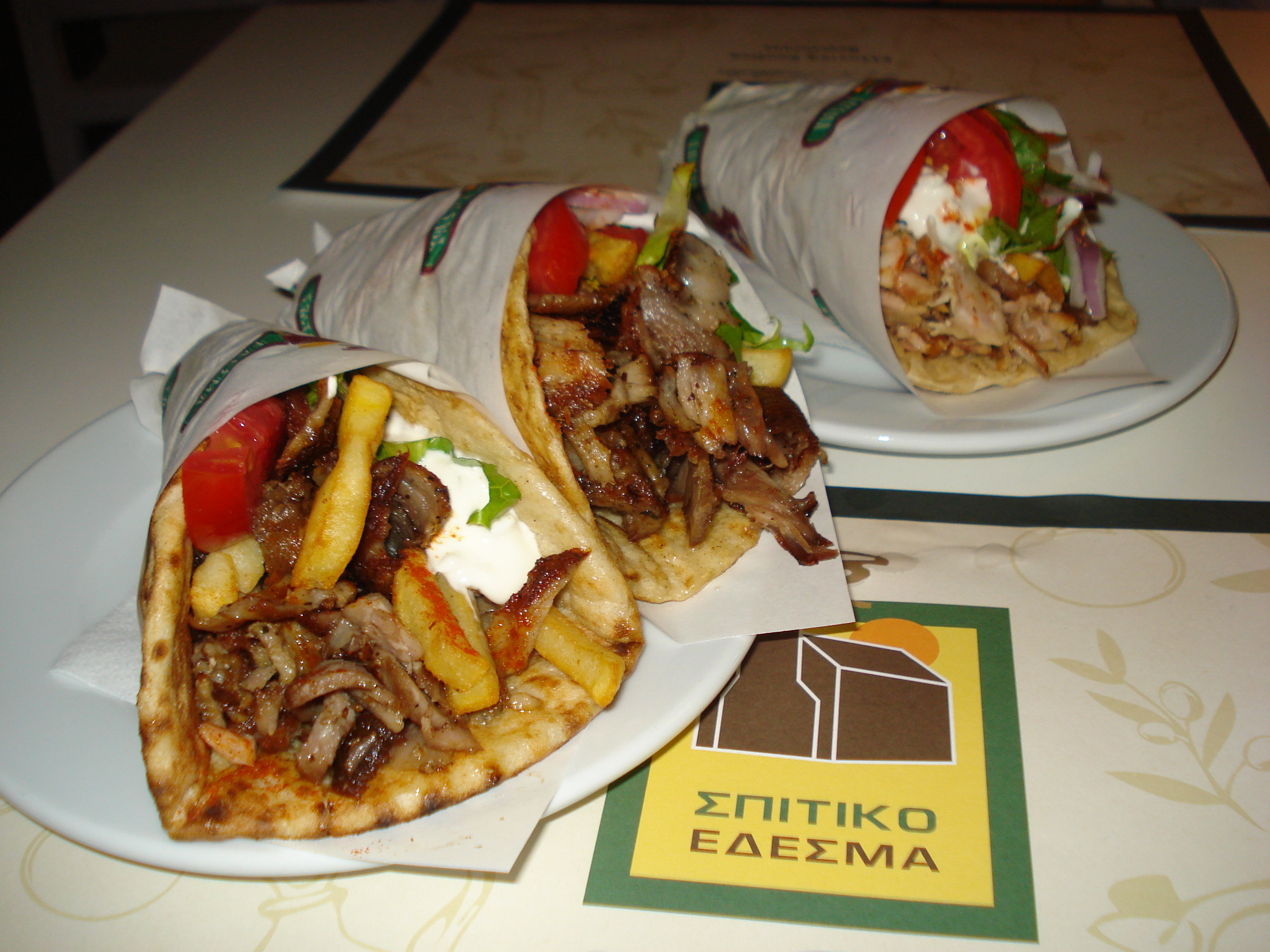
Gyros w chlebie pita

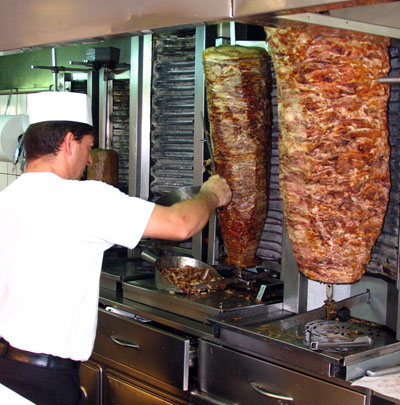
Jedna z faz produkcyjnych potrawy gyros

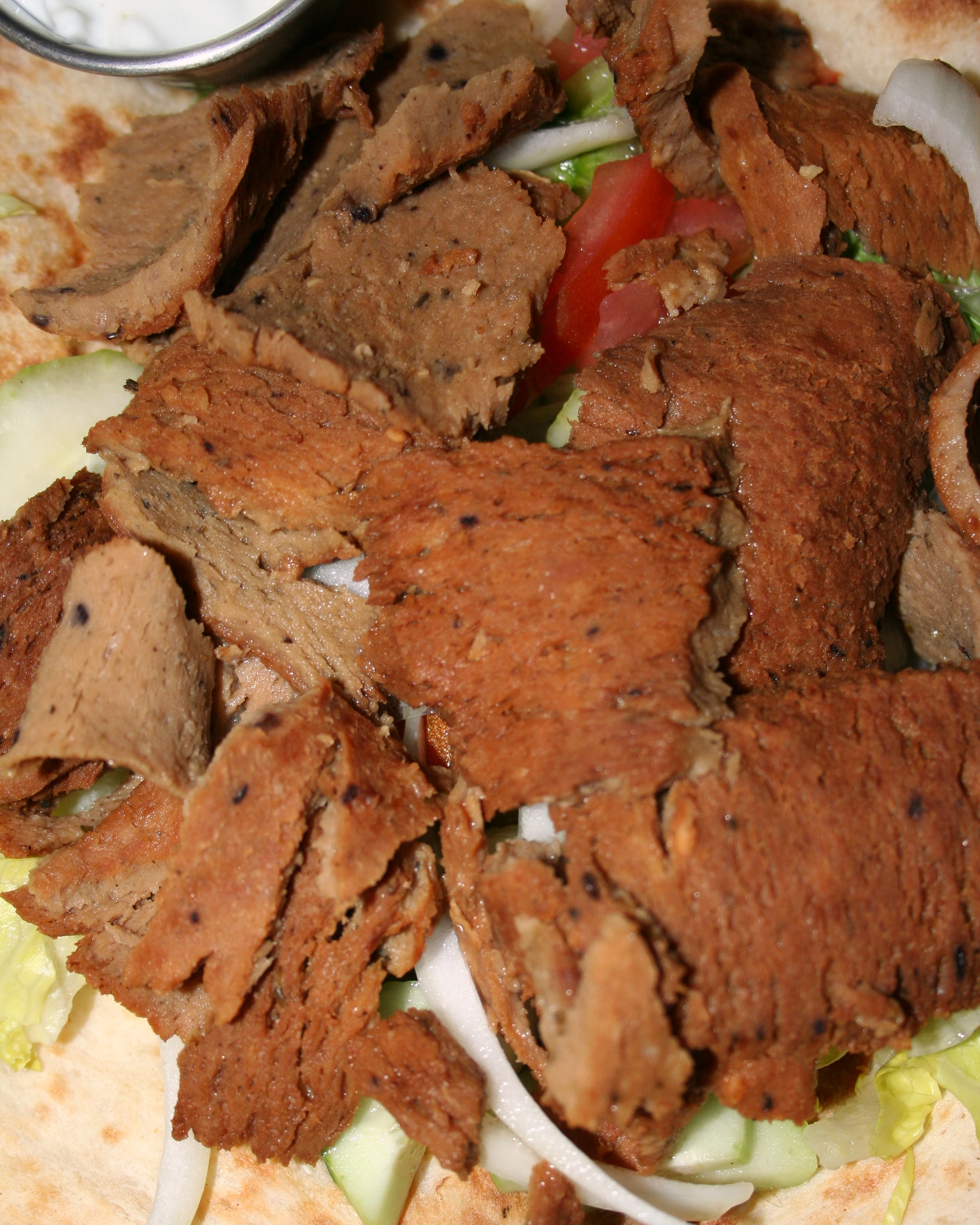
Gyros z cielęciny, może być w Grecji wykonywany z mięsa mielonego

Gyros (ngr. γύρος, wym. jíɾos) – potrawa kuchni greckiej. 
Mięso opiekane na wielkim rożnie, z promiennikami elektrycznymi lub gazowymi, obracanym, zwykle elektrycznie, wokół pionowej osi. Po osiągnięciu gotowości konsumpcyjnej, stopniowo odcinane jest długim nożem lub specjalnym nożem elektrycznym, jako kilkucentymetrowej długości plasterki.

## Charakterystyka
Współcześnie jedno z popularnych i najtańszych w Grecji dań typu fast food, podawane zwykle na wynos, z przybraniem tzatziki, kilkoma plastrami pomidorów i domowymi frytkami. Potrawa zawinięta jest w pitę i w impregnowany papier, w formie zawiniętego u dołu rożka, obłożonego także grubymi serwetkami, dla lepszego zabezpieczenia go przed wyciekiem.
W wersji restauracyjnej gyros może być też podany z sałatką wiejską („choriatiki salata”), poza Grecją zwaną także sałatką grecką. Pita (placek) zapiekana jest najpierw oddzielnie, z dodatkiem tłuszczu. W wersji restauracyjnej pita często zapiekana jest silniej, korzystnie jeśli na ruszcie, opalanym węglem drzewnym, zwykle z olejem i oregano, może być chrupiąca, następnie krojona na wiele kawałków. W wersji na wynos pita jest mniej zapieczona, by zachować elastyczność. Wersja restauracyjna („sto trapezi” – do stołu) jest zwykle co najmniej dwukrotnie większa, może być nieco bogatsza w składniki i jest też co najmniej trzykrotnie droższa od wersji na wynos („gia ekso”), plus drobna, stała opłata za przygotowanie stolika.
Do wyrobu gyrosa zwykle używa się szynki wieprzowej. Dodatkowo spotykany jest też gyros z kurczaka, gyros barani i cielęcy (tylko cielęcy może być wykonany jako mięso mielone). W Grecji waga całodziennego ładunku mięsa gyros, zakładanego na obrotowy ruszt, zwykle zawiera się w przedziale 70–120 kg, czasami osiągając 150 kg. Produkcję gyrosa ściśle normują greckie przepisy sanitarne.

## Historia potrawy
Zdaniem badaczy brytyjskich, potrawy typu gyros, arabska szawarma i podobne dania meksykańskie tacos al pastor, pochodzą od tureckiej potrawy döner kebab, wykształconej w XIX wieku w mieście Bursa. Greccy wychodźcy z Turcji spopularyzowali tę potrawę otwierając w Europie tysiące punktów sprzedaży, a także wzbogacając ją o wieprzowinę.

## Produkcja w warunkach polskich
Największą trudność stwarza pozyskanie prawidłowo wykonanego półproduktu – odpowiednio elastycznego placka pita. Pity mogą być importowane, w stanie zamrożenia, np. z Grecji lub z Niemiec. Pozostałe składniki do produkcji wysokiej jakości gyrosa są w Polsce łatwo dostępne.